# Daniel Stolz von Stolzenberg

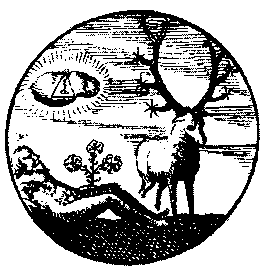
Extrait de Viridarium Chymicum

Daniel Stolz von Stolzenberg (Daniel Stolcius ; 1600-1660) est un médecin et auteur d'ouvrages sur l'alchimie de Bohême.

## Biographie
Il fut l'élève de Michael Maier à Prague. Son nom est souvent écrit 'von Stolcenberg', c'est-à-dire venant de Stolzenberg, ou parfois von Stolcenbeerg.

## Œuvre
Daniel Stolcius est principalement connu pour son ouvrage Viridarium Chymicum, une anthologie sur l'alchimie, compilant plusieurs sources,.
Cet ouvrage fut suivi en 1627 par Hortulus Hermeticus,.